# 田辺譲
田辺 譲（田邊 讓、たなべ ゆずる、1887年（明治20年）8月21日 – 1952年（昭和27年）1月1日）は、大正から昭和前期の実業家・政治家。衆議院議員、山口県会議長、山口県美祢郡大嶺村長、同大嶺町初代町長。

## 経歴
山口県美祢郡大嶺奥分村（大嶺村、大嶺町を経て現美祢市大嶺町奧分）で、素封家・田辺誠民と辰（小沢正路の四女）の長男として生まれる。1909年（明治42年）山口中学校（現山口県立山口高等学校）を卒業し、東京美術学校（現東京芸術大学）で学んだ。
郵便局長、大嶺酒造取締役社長、大嶺運送社長、秋吉洞自動車社長、有ノ木炭鉱社長、日本石灰工業所取締役社長、貯蔵食糧取締役社長、大嶺無煙炭礦取締役、山口県地方木材 (株) 理事、山口県山林会副会長、山口県耕地協会常務理事などを務めた。
政界では大嶺村会議員を務め、1923年（大正12年）同村長に就任し、1939年（昭和14年）町制施行し大嶺町の初代町長となり1946年（昭和21年）まで在任した。その他、山口県会議員（5期）、同副議長、同議長、大政翼賛会山口県支部常務委員、警防団長、大日本警防協会常務理事などを務めた。
1946年4月、第22回衆議院議員総選挙に山口県全県区から日本自由党公認で出馬して当選し、衆議院議員に1期在任した。その後、公職追放となった。

## 親族
- 二女 仲子（岸信和の妻）
- 従兄弟　鮎川義介

## 脚註
1. 1 2  衆議院『第九十回帝国議会衆議院議員名簿』〈衆議院公報附録〉、1946年、27頁。
2. 1 2 3 4 5 6 7  『大衆人事録 第14版 近畿・中国・四国・九州篇』山口13頁。
3. 1 2 3 4 5 6 7  『議会制度百年史 - 衆議院議員名鑑』462頁。
4. 1 2 3 4 5 6 7 8  『昭和山口県人物誌』178頁。
5. ↑  『衆議院議員総選挙一覧 第22回』1441頁。
6. ↑  総理庁官房監査課編『公職追放に関する覚書該当者名簿』日比谷政経会、1949年、一般該当者名簿647頁。公職追放の該当事項は「翼賛体制協議会構成員武徳会支所長翼賛支部長」。